# FC Ebolowa
Le FC Ebolowa est un club féminin de football camerounais basé à Ebolowa.

## Histoire
L'équipe féminine du FC Ebolowa est créée en janvier 2019, en reprenant les fondations du FC NYMA. Dès sa première saison, elle obtient sa promotion en première division en battant le Lekié FF.
Le club recrute Oudou Kpoumie, entraîneur ayant remporté sept fois le championnat avec les Louves Minproff, en 2022. En 2023-2024, le FC Ebolowa décroche son premier titre en remportant le championnat du Cameroun. Emmené par Flora Kameni, meilleure buteuse de la saison avec 26 réalisations, le club devance le Lekié FF à la différence de buts particulière. Le club se qualifie pour le tournoi qualificatif de la Ligue des champions africaine 2025.

## Palmarès
Championnat du Cameroun (1) :
- Champion en 2024